# 남부는 나의 조국
남부는 나의 조국(브라질 포르투갈어: O Sul é o Meu País)은 브라질 남부 지방의 히우그란지두술주, 산타카타리나주, 파라나 주를 중심으로 독립국가를 세우려는 분리주의 단체이다. 2016년 비공식 독립 국민투표를 실시했다.

## 같이 보기
- 히우그란지 공화국
- 팜파스 공화국